# 皱叶鸦葱
皱叶鸦葱（学名：Scorzonera inconspicua）为菊科鸦葱属的植物。分布在俄罗斯、乌兹别克斯坦以及中国大陆的新疆等地，生长于海拔800米至1,700米的地区，见于戈壁滩、碎石山坡以及干草原，目前尚未由人工引种栽培。